# Peltastisis uniserialis
Peltastisis uniserialis är en korallart som beskrevs av Nutting 1910. Peltastisis uniserialis ingår i släktet Peltastisis och familjen Isididae. Inga underarter finns listade i Catalogue of Life.